# Katrinebergs folkhögskola
Katrinebergs folkhögskola är en folkhögskola i Vessigebro, Falkenbergs kommun i Hallands län. Skolan drivs av Region Halland och erbjuder utbildningar för vuxna, både allmän kurs för grundskole- och gymnasiebehörighet och särskilda kurser inom områden som skådespeleri, idrott och hälsa, språk, film och konst. Folkhögskolan har två filialer i Halmstad: Allmän kurs och Hallands Konstskola.

## Historia
Katrinebergs folkskola grundades 1873 på en gård i Påarp, Trönninge socken, och är en av Sveriges äldsta folkhögskolor. År 1878 flyttade skolan till sin nuvarande plats i Vessigebro efter att Johan Strandmark köpt gården. 
Från början tog skolan endast emot manliga elever och undervisade i allmänna ämnen. Senare tillkom en andra årskurs med lantbruksinriktning för böndernas söner. År 1898 beslutade styrelsen att skolan även skulle vara tillgänglig för kvinnliga elever och den första sommarkursen startades. Det första året var intresset så stort att man inte kunde ta emot alla kvinnor som sökte. År 1927 startades även en folkhögskolekurs för kvinnor som pågick vintertid. 
Från 1920-talet hade skolan etablerat både lantmannakurs för män och lanthushållsskola för kvinnor. På skolan bildades 1931 Hallands Spelmansförbund med redaktör Filip Pärson som initiativtagare.
Under efterkrigstiden breddades verksamheten till att även omfatta studieförberedande allmänna kurser. Filialverksamhet i Halmstad inleddes 1967, och under 1980-talet startade särskilda kurser inom film, teater, språk, friskvård och tolkutbildning.

### Rektorer genom tiderna
- Johan Strandmark 1873(?)–1911
- Ludvig de Vylder 1911–1935
- Thorsten Åberg 1935–1963
- Bo Walli 1963–1984
- Gösta Hassel  1984–2011
- Peter Carlsson 2011–2024
- Catharina Löfqvist 2024-

## Utbildningsutbud

### Allmän kurs
Katrinebergs folkhögskola bedriver allmän kurs på grundskole- och gymnasienivå. Den riktar sig till vuxna som saknar fullständig grundskole- eller gymnasieutbildning och vill läsa in behörighet för högre studier, exempelvis vid universitet eller högskola. Undervisningen sker i små grupper med fokus på aktivt deltagande och samtal.

### Särskilda kurser
Skolan erbjuder särskilda kurser inom bland annat film, teater, friskvård, språk och konst. Kurserna vänder sig till vuxna och är utformade för att ge yrkesförberedande kunskaper och förbereda för vidare studier. 

## Två filialer i Halmstad
Katrinebergs folkhögskola har två filialer i Halmstad. Den ena filialen ligger vid Lilla torg i Halmstads innerstad, på tredje våningen i Gamla Telegrafen. Här kan vuxna studera allmän kurs för att komplettera sina gymnasiestudier. Undervisningen sker i mindre studiemiljö med plats för omkring 30–40 deltagare.
Den andra filialen är Hallands konstskola, belägen längs Nissan, intill Hallands konstmuseum. Hallands konstskola har en tvåårig förberedande konstutbildning med fokus på samtidskonst.

## Verksamhet
Katrinebergs folkhögskola har ett internatboende med plats för cirka 80 studerande, beläget på skolans område i Vessigebro. Totalt studerar omkring 200 personer vid folkhögskolan varje år, varav många bor på internatet under läsåret.